# Serra Llarga (Torrelles de Foix)
La Serra Llarga és una serra situada al municipis de Torrelles de Foix a la comarca de l'Alt Penedès i el de El Montmell a la comarca del Baix Penedès, amb una elevació màxima de 588 metres.